# Наньхэ
Наньхэ́ (кит. упр. 南和, пиньинь Nánhé, буквально: «к югу от города Хэчэн») — район городского подчинения городского округа Синтай провинции Хэбэй (КНР).

## История
При империи Западная Хань в 202 году до н. э. были образованы уезды Наньхэ (南和县) и Чаопин (朝平县); позднее уезд Чаопин был присоединён к уезду Наньхэ. В эпоху Троецарствия уезд Наньхэ, находившийся в царстве Вэй, был присоединён к уезду Жэньсянь, но при империи Северная Вэй в 496 году был выделен вновь. При империи Северная Ци уезд Жэньсянь был присоединён к уезду Наньхэ, но во времена империи Тан в 621 году был выделен вновь. При империи Сун в 1072 году уезд Жэньсянь опять был присоединён к уезду Наньхэ, но в 1086 году был восстановлен вновь. При империи Юань в 1265 году уезд Наньхэ был присоединён к уезду Шахэ, но вскоре восстановлен. Затем уезд Наньхэ был переименован в Хэян (和阳县), но при империи Мин в 1368 году опять переименован в Наньхэ.
В августе 1949 года был создан Специальный район Синтай (邢台专区), и уезд вошёл в его состав. В мае 1958 года Специальный район Синтай был расформирован, и уезды Жэньсянь, Наньхэ, Пинсян и Гуанцзун были присоединены к уезду Цзюйлу, который вошёл в состав Специального района Ханьдань (邯郸专区). В мае 1961 года Специальный район Синтай был создан вновь, и уезд Жэньсянь, выделенный из уезда Цзюйлу опять вошёл в его состав. В 1962 году из уезда Жэньсянь был выделен уезд Наньхэ. В 1969 году Специальный район Синтай был переименован в Округ Синтай (邢台地区).
В 1993 году решением Госсовета КНР были расформированы округ Синтай и город Синтай, и образован Городской округ Синтай.
Постановлением Госсовета КНР от 5 июня 2020 года уезд Наньхэ был преобразован в район городского подчинения.

## Административное деление
Район Наньхэ делится на 3 посёлка и 5 волостей.

## Экономика
Наньхэ — крупный центр по производству товаров для домашних животных, включая корма, наполнители для туалетов, игрушки, одежду, аксессуары, лежаки и лекарства. По состоянию на 2024 год на долю района приходилось более 60 % китайского рынка кормов для домашних животных и 30 % производства наполнителей для кошачьих туалетов; в Наньхэ насчитывалось более 11 тыс. производителей зоотоваров, в том числе 47 крупных производителей кормов; годовой оборот отрасли достигал 17,2 млрд юаней (2,42 млрд долл. США).